# Frederiksberg Svømmehal
Frederiksberg Svømmehal ligger på Helgesvej på Frederiksberg. Funkisbygningen er tegnet af arkitekten A.S. Lauritzen og opført 1931-1934. 
Vilhelm Lundstrøm udførte 1933-1937 store mosaikudsmykninger til svømmehallen (med forarbejder i Viborghallen). Mosaikkerne, som blev skænket af Ny Carlsbergfondet, er et hovedværk i dansk monumentalkunst. De er placeret med et i hvert hjørne af den store hal og et på endevæggen i den lille hal.
I 1934 skabte Aage Sikker Hansen en kendt badeplakat til Frederiksberg Svømmehal. 
En vandrutschebane, med elektronisk tidstagning, på 105 meter er Danmarks længste indendørs vandrutschebane. 
Svømmehallen har årligt 5-600.000 besøgende
Svømmehallen ligger i Svømmehalskvarteret ved Aksel Møllers Have. Her lå tidligere De Classenske Boliger. I dag ligger også Aksel Møllers Have Station og Metronomen i kvarteret.